# Цифровой человек (фильм)
«Цифровой человек» (англ. Digital Man: Construction In Progress, также существуют переводы названия «Компьютерный коммандос» и «Человек-броня») — фильм режиссёра Филлипа Рота.

## Сюжет
Цифрового робота отправляют на опасное задание несмотря на то, что он является экспериментальной моделью. Его задача — уничтожить террористов, которые угрожают миру запуском ядерных ракет. Задание выполнено успешно. На пути домой корабль, в котором транспортируется робот, терпит крушение.

## В ролях
- Кен Оландт
- Кристен Долтон — Джена
- Пол Глисон — Др.Паркер
- Адам Болдуин — капитан Вест
- Чэйз Мастерсон — Сьюзи
- Шерман Огастас — Джексон
- Маттиас Хьюз — человек-броня
- Эд Лоутер — генерал Робертс
- Донна Маньяни
- Дон Суэйзи — Билли

## Съёмочная группа
- Режиссёр: Филлип Рот
- Продюсер: Талаат Кэптан, Мэрион Оберанер
- Оператор: Харрис Дан
- Композитор: Джим Гудвин